# تومي ماك
تومي ماك (بالإنجليزية: Thomas J. MacDonald) هو نجار أمريكي، ولد في 18 يونيو 1966.